# Lophuromys angolensis
Lophuromys angolensis — вид гризунів з родини мишевих (Muridae), що мешкає в Анголі та на південному заході Демократичної Республіки Конго.

## Морфологія
Вид має шерсть темного кольору з жорстким текстурованим хутром. Загальна конструкція його тіла — це коротке тіло з короткими ногами, однак воно трохи стрункіше та довше, ніж L. sikapusi. Довжина хвоста L. angolensis становить у середньому 75 мм, на 6 мм довше, ніж у L. sikapusi. Між самцем і самкою дуже невеликий статевий диморфізм. Середня вага L. angolensis становить 80% від L. sikapusi, яка в середньому важить від 45 до 90 грамів.